# Aleko (opera)

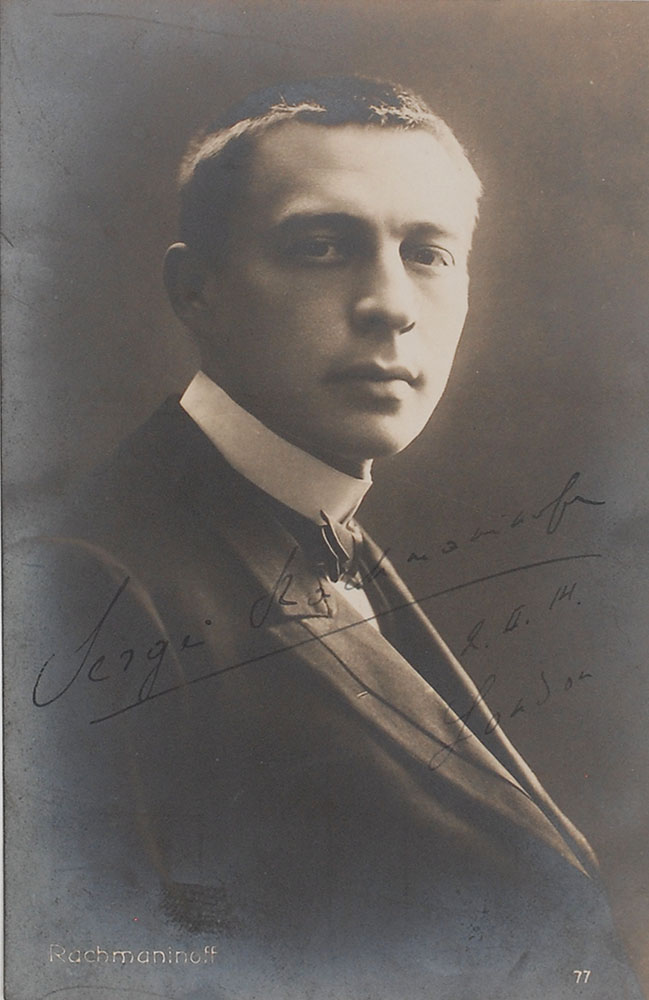
Sergej Rachmaninov 1892.

Aleko är en opera i en akt med musik av Sergej Rachmaninov och libretto av Vladimir Nemirovitj-Dantjenko efter Aleksandr Pusjkins dikt Cygány (Zigenarna).

## Historia
År 1891 utexaminerades Rachmaninov som pianist från musikkonservatoriet i Moskva och belönades året därpå med guldmedalj för sitt examensarbete som tonsättare, operan Aleko. Operan uruppfördes 9 maj 1893 på Bolsjojteatern. Fjodor Sjaljapin sjöng titelrollen när operan hade sin premiär i Sankt Petersburg 27 maj 1899.

## Roller
- Aleko (baryton)
- En ung zigenare (tenor)
- Zemfira (sopran)
- En gammal zigenare, Zemfiras far (bas
- En gammal zigenerska (alt)
- Zigenare (kör och balett)

## Handling
Ryssland, 1800-talet.
Ryssen Aleko har tröttnat på det borgerliga livet och har anslutit sig till de kringresande zigenarna. Han lever tillsammans med den unga Zemfira och deras gemensamma barn. Svärfadern upplyser Aleko om att han inte äger Zemfiras kärlek. Men när Zemfira tröttnar på honom och tar sig en ny ung älskare, dödar Aleko dem båda. Zigenarna ger honom det straff han fruktar mest: de stöter ut honom ur gemenskapen.